# The Speedway Murders
The Speedway Murders, ook bekend als simpelweg Speedway, is een Australisch-Amerikaanse misdaaddocumentairefilm uit 2023 geregisseerd en geschreven door Adam Kamien en Luke Rynderman. De film is gebaseerd op een waargebeurd verhaal en ging op 20 oktober 2023 in première.

## Verhaal
De film volgt vier jonge vrienden die na hun dienst in het fastfoodrestaurant 'Burger Chef' op 17 november 1978 verdwenen. Twee dagen later werden hun levenloze lichamen aangetroffen in Johnson County, ruim 32 kilometer verderop. De zaak is nooit opgelost, dit kwam mede doordat de politie destijds verkeerd is omgegaan met bewijsmateriaal. Deze documentairefilm neemt de zaak opnieuw onder de loep en onderzoekt verschillende theorieën over wat er gebeurt kan zijn.
Naast de film met acteurs wordt er gewisseld en gebruik gemaakt van interviews en archiefmateriaal.

## Rolverdeling
| acteur          | personage        |
| --------------- | ---------------- |
| Joseph Cumpston | Dan              |
| Essie Randles   | Jayne            |
| Davida McKenzie | Ruth             |
| Nya Cofie       | Mark             |
| Murray Curtis   | Jeff Reed        |
| Cordell Horsell | Donald Forrester |
| Audrey Vincent  | Mary Ann         |
| Brodie Bowers   | overvaller       |
| Todd McComas    | zichzelf         |

## Achtergrond
De film werd geregisseerd door Adam Kamien en Luke Ryndermann, daarnaast waren ze verantwoordelijk voor het schrijven van het scenario van de film. De film is gebaseerd op de zogeheten onopgeloste 'Burger Chef Murders'-zaak uit 1978, hierbij verdwenen vier jonge medewerkers van het fastfoodbedrijf in Indiana en werden twee dagen later in een ander dorp alle vier dood aangetroffen. Hoofdrollen in de film waren weggelegd voor onder anderen, Josep Cumpston, Essie Randles, Davida McKenzie en Nya Cofie.

## Release
The Speedway Murders ging op 20 oktober 2023 in première tijdens het Adelaide Film Festival in Australië. De film werd vervolgens in 2024 in de Australische bioscopen uitgebracht. Datzelfde jaar verscheen de film op verschillende streamingdiensten, waaronder op Prime Video en Apple TV+.